# Ahmad Ali Khan di Malerkotla
Ahmad Ali Khan (Malerkotla, 10 settembre 1881 – Malerkotla, 16 ottobre 1947) è stato un principe indiano.
Fu Nawab di Malerkotla dal 1908 al 1947.

## Biografia

### I primi anni
Muhammad Ahmad Ali nacque a Malerkotla nel 1881, figlio secondogenito del nawab Ibrahim Ali Khan.

### Il regno
Ahmad Ali Khan ascese al trono di Malerkotla nel 1908 dopo la morte di suo padre, e la sua investitura formale ebbe luogo nel 1909. L'inizio del suo regno venne minato da una serie di dispute interne alla sua famiglia.
Ahmad Ali Khan tentò di modernizzare il suo stato e di migliorare le condizioni di vita dei suoi sudditi. Costruì linee ferroviarie, scuole, ospedali e un college. Fece inoltre costruire un bazar per la città di Jaipur. Questi progetti indebitarono fortemente il nawab ed il suo stato, e l'amministrazione di Malerkotla si trovò sull'orlo della bancarotta poco dopo l'ascesa di Ahmad al trono, rimanendo in quello stato per gran parte del suo regno. Anche la corruzione interna dei funzionari dello stato era e rimase un grande problema. Malgrado questa situazione finanziaria, Ahmad riuscì a provvedere anche alle proprie truppe (nel 1915 poteva contare su 600 fanti, 54 cavalieri e 2 pezzi d'artiglieria), anche grazie ai prestiti concessigli dal governo britannico per l'assistenza fornita agli inglesi nella prima e nella seconda guerra mondiale. Peraltro gli ufficiali del governo britannico dell'India avevano generalmente una bassa opinione di Ahmad, ritenendolo un monarca altamente influenzabile e finanziariamente irresponsabile.
Le politiche di Ahmad lo resero impopolare anche presso i suoi sudditi. Fu criticato da diversi giornali popolari per le sue spese eccessive e per le sue attitudini religiose. Ahmad cercò di bilanciare gli animi, ma le contestazioni non mancarono come ad esempio delle rivolte che si verificarono negli anni '30 del Novecento tra indù e mussulmani nello stato di Malerkotla, i quali lo accusarono rispettivamente di settarismo, per quanto egli cercasse di mantenersi super partes tra le due comunità religiose. In una rivolta, il mufti di Malerkotla guidò un esodo dei mussulmani fuori dallo stato per protesta contro il governo di Ahmad, giudicato troppo pro-indù. Ahmad giunse alla conclusione che molti dei  conflitti nati da futili motivi fossero ingenerati almeno in parte da suo cugino e rivale Ihsan Ali Khan, desideroso di usurpargli il trono mettendolo in ridicolo.
Mentre altri principi indiani della sua epoca repressero violentemente le critiche rivolte al loro operato, la situazione precaria del governo di Ahmad lo spinse a essere cauto e a ricercare sempre la pace.
La corte di Ahmad fu luogo di cultura, contraddistinta dalla presenza dei qawwals che introdussero l'urdu ed il persiano. Molte canzoni scritte sotto il suo regno da Amir Khusrow contenevano versi religiosi.

### L'adesione all'India e la morte
A differenza di quanto accaduto altrove, durante i movimenti indipendentisti dell'India nel 1947 non vi furono sommosse nello stato di Malerkotla. Ahmad si limitò semplicemente ad utilizzare i suoi uomini per il mantenimento dell'ordine solito e per dirigere le operazioni di accoglienza di migliaia di rifugiati che giunsero a lui dagli stati vicini. Nel settembre del 1947, il nawab siglò l'Instrument of Accession per aderire al nuovo Dominion dell'India. All'epoca, ad ogni modo, il nawab era già molto malato e suo figlio Iftikhar Ali Khan era già divenuto reggente in suo nome. Ahmad morì il 16 ottobre 1947 e venne succeduto appunto da Iftikhar che governò appena qualche mese prima dell'abolizione della monarchia.

## Personalità
Gli ufficiali inglesi contemporanei definirono Ahmad Ali Khan come un "uomo affascinante senza carattere né capacità" che, assieme al resto della sua famiglia, aveva un "esagerato senso" di considerazione di sé.

## Matrimoni e figli
Ahmad Ali Khan si sposò quattro volte. Il 6 agosto 1898, sposò sua cugina Dulhan Begum come prima moglie. Nel 1903, sposò Mallika Zamani Begum, una cugina del nawab Raza Ali Khan di Rampur. Sposò poi Murtaza Begum e Ruqaiya Begum. Fu padre di sei figli e quattro figlie.